# آق‌ائولر

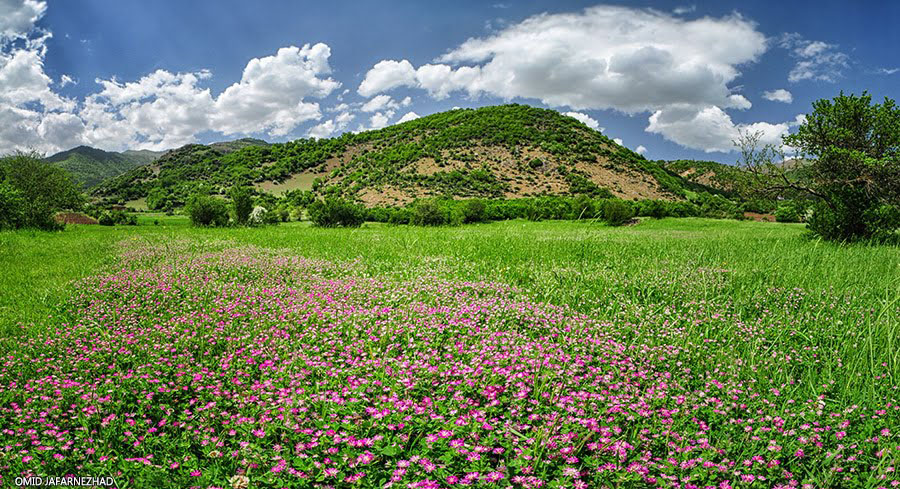
طبیعت آق‌ائولر

آق ائولر یا نوئه‌دی روستایی در بخش مرکزی شهرستان طوالش در استان گیلان است.

## ریشه واژه
پس از ساخت مجموعه کاخ تابستانی سردار امجد در اراضی جنوبی مریان، ساکنان آن اراضی به گوشه جنوبی‌تر و دقیقاً در مسیر تردد چاروادارانی که از تالش به خلخال و هیر و اردبیل می‌رفتند، رانده شدند و در آن‌جا برای خود خانه‌های تازه‌ای ساختند. از مجموعه آن خانه‌ها دهکده کوچکی به وجود آمد که خود اهالی آن را نوئه‌دی (در زبان تالشی: ده نو یا تازه) نامیدند. در همان زمان چون دیوارهای خانه‌های نوساز نوئه‌دی به رسمی کهن، با آهک سفید شده بودند، چارواداران ترکی‌زبان آن دهکده را آق‌ائولر به‌معنی خانه‌های سفید می‌شناختند.
نام آق اولر به مرور زمان شهرت پیدا کرد و وارد نوشته‌ها شد و  به عنوان نام رسمی آن دهکده شناخته شد، اما همچنان مردم تالش از نام نوئه‌دی یا مریان استفاده می‌کنند.

## جمعیت
این روستا در دهستان کوهستانی تالش قرار دارد و بر اساس سرشماری عمومی نفوس و مسکن در سال ۱۳۹۰ جمعیت آن ۵۵ نفر (در ۱۶ خانوار) بوده‌است.